# Еверглейдс-Сіті (Флорида)
Еверглейдс-Сіті (англ. Everglades City) — місто (англ. city) в США, в окрузі Колльєр у південно-західній частині штату Флорида. Населення — 352 особи (2020).

## Географія
Місто розташоване штату на березі океану (бухта Чоколоскі, гирло річки Баррон), оточене Десятьма Тисячами Островів.
Площа міста становить 3,1 км, з яких 0,7 км (близько 21%) займають відкриті водні простори. У місті працює туристичний центр, з якого зручно дістатися до національного парку Еверглейдс
Клімат — тропічний з сухою зимою та дощовим літом.
Еверглейдс-Сіті розташований за координатами 25°51′27″ пн. ш. 81°23′12″ зх. д. / 25.85750° пн. ш. 81.38667° зх. д. (25.857584, -81.386593).  За даними Бюро перепису населення США в 2010 році місто мало площу 3,07 км², з яких 2,37 км² — суходіл та 0,69 км² — водойми.

## Демографія
Згідно з переписом 2010 року, у місті мешкало 400 осіб у 178 домогосподарствах у складі 120 родин. Густота населення становила 130 осіб/км².  Було 476 помешкань (155/км²).
Расовий склад населення:
| - 92,3 % — білих - 2,3 % — корінних американців - 0,8 % — чорних або афроамериканців - 3,0 % — осіб інших рас |

До двох чи більше рас належало 1,8 %. Частка іспаномовних становила 11,3 % від усіх жителів.
За віковим діапазоном населення розподілялося таким чином: 15,2 % — особи молодші 18 років, 59,0 % — особи у віці 18—64 років, 25,8 % — особи у віці 65 років та старші. Медіана віку мешканця становила 51,4 року. На 100 осіб жіночої статі у місті припадало 106,2 чоловіків;  на 100 жінок у віці від 18 років та старших — 111,9 чоловіків також старших 18 років.
Середній дохід на одне домашнє господарство  становив 59 997 доларів США (медіана — 54 375), а середній дохід на одну сім'ю — 68 048 доларів (медіана — 68 125). Медіана доходів становила 53 333 долари для чоловіків та 51 250 доларів для жінок. За межею бідності перебувало 9,1 % осіб, у тому числі 0,0 % дітей у віці до 18 років та 14,3 % осіб у віці 65 років та старших.
Цивільне працевлаштоване населення становило 121 особа. Основні галузі зайнятості: мистецтво, розваги та відпочинок — 20,7 %, транспорт — 18,2 %, публічна адміністрація — 17,4 %.

## Пам'ятки

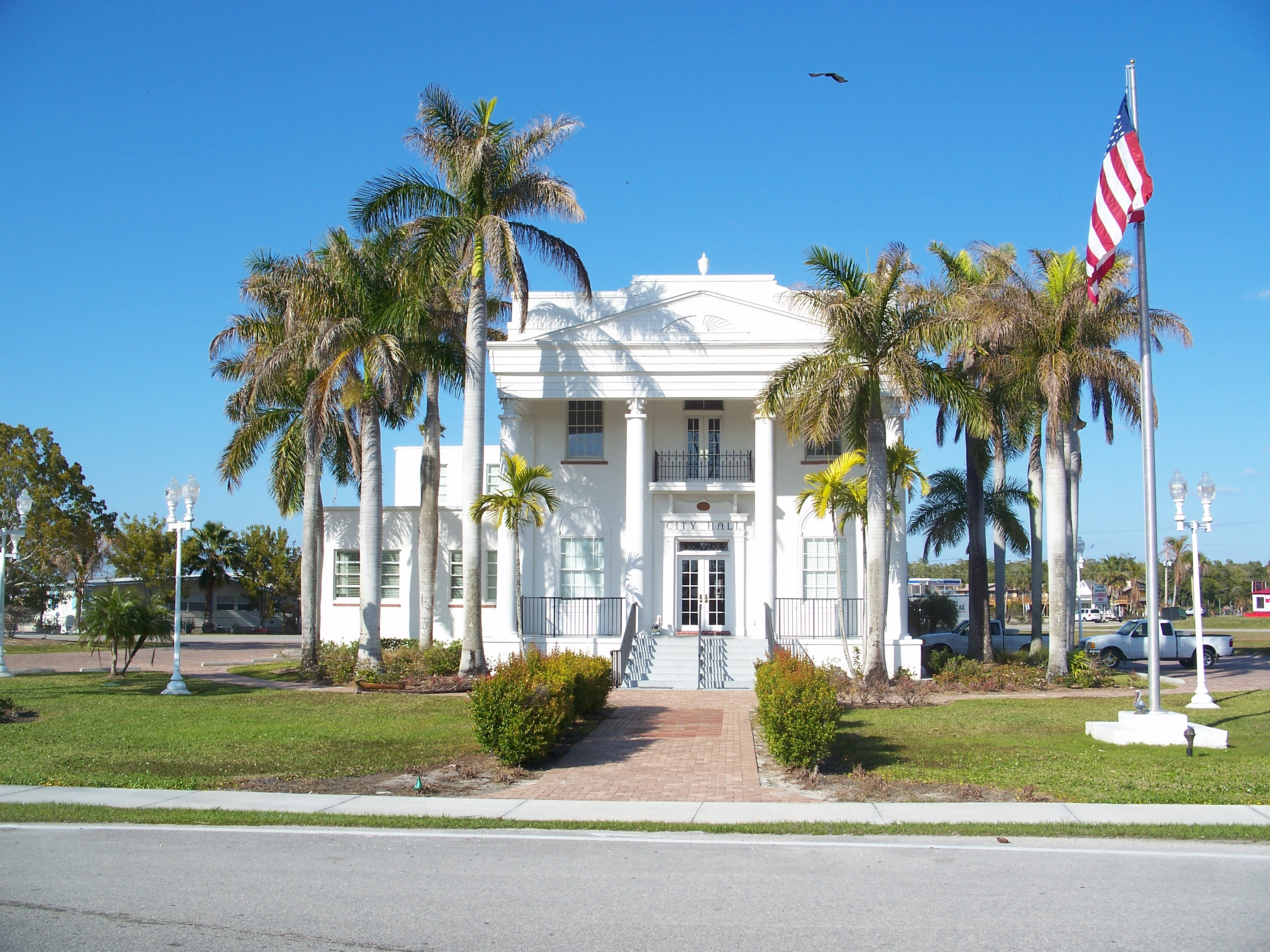
Стара будівля окружного суду (1926)
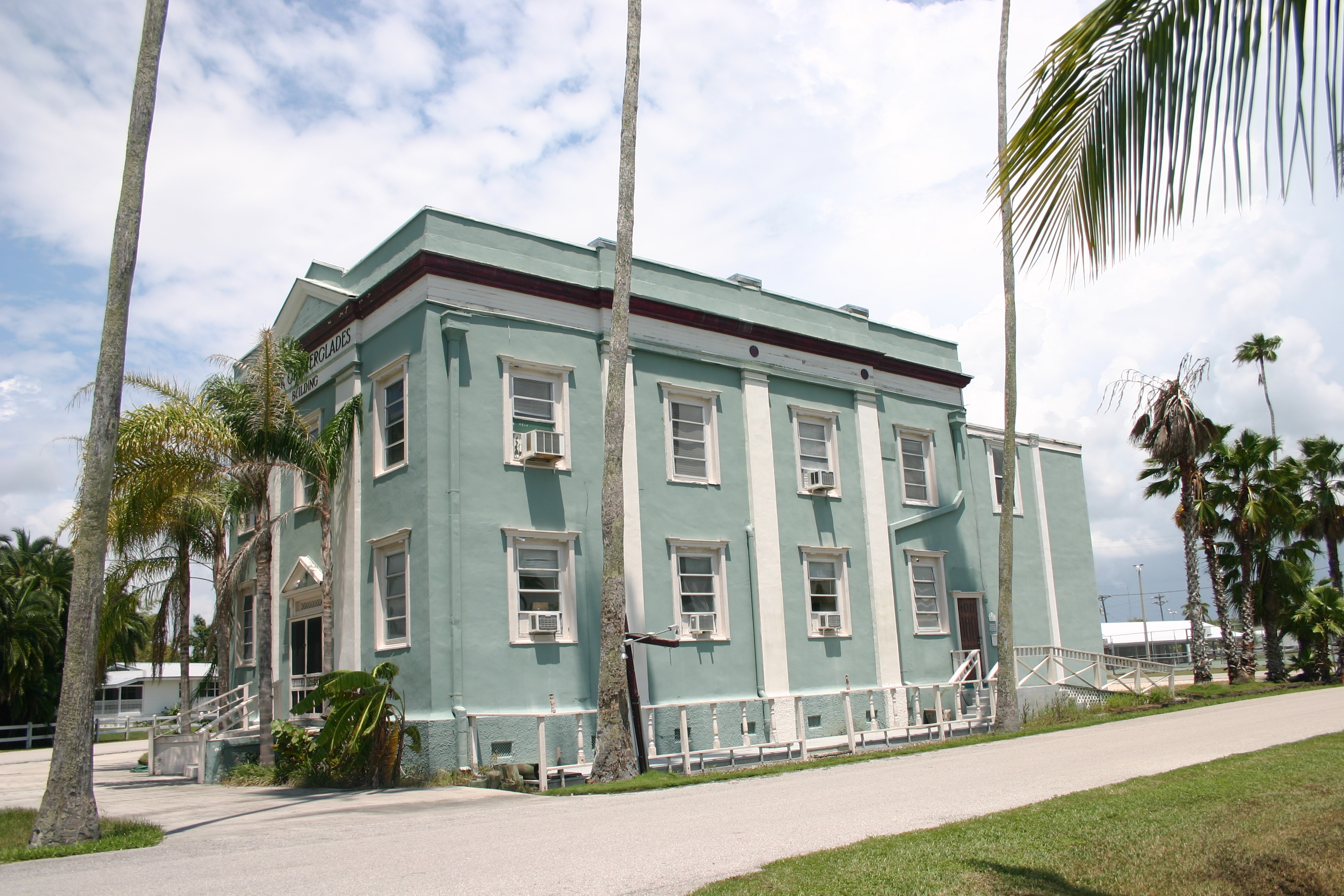
Будівля банку
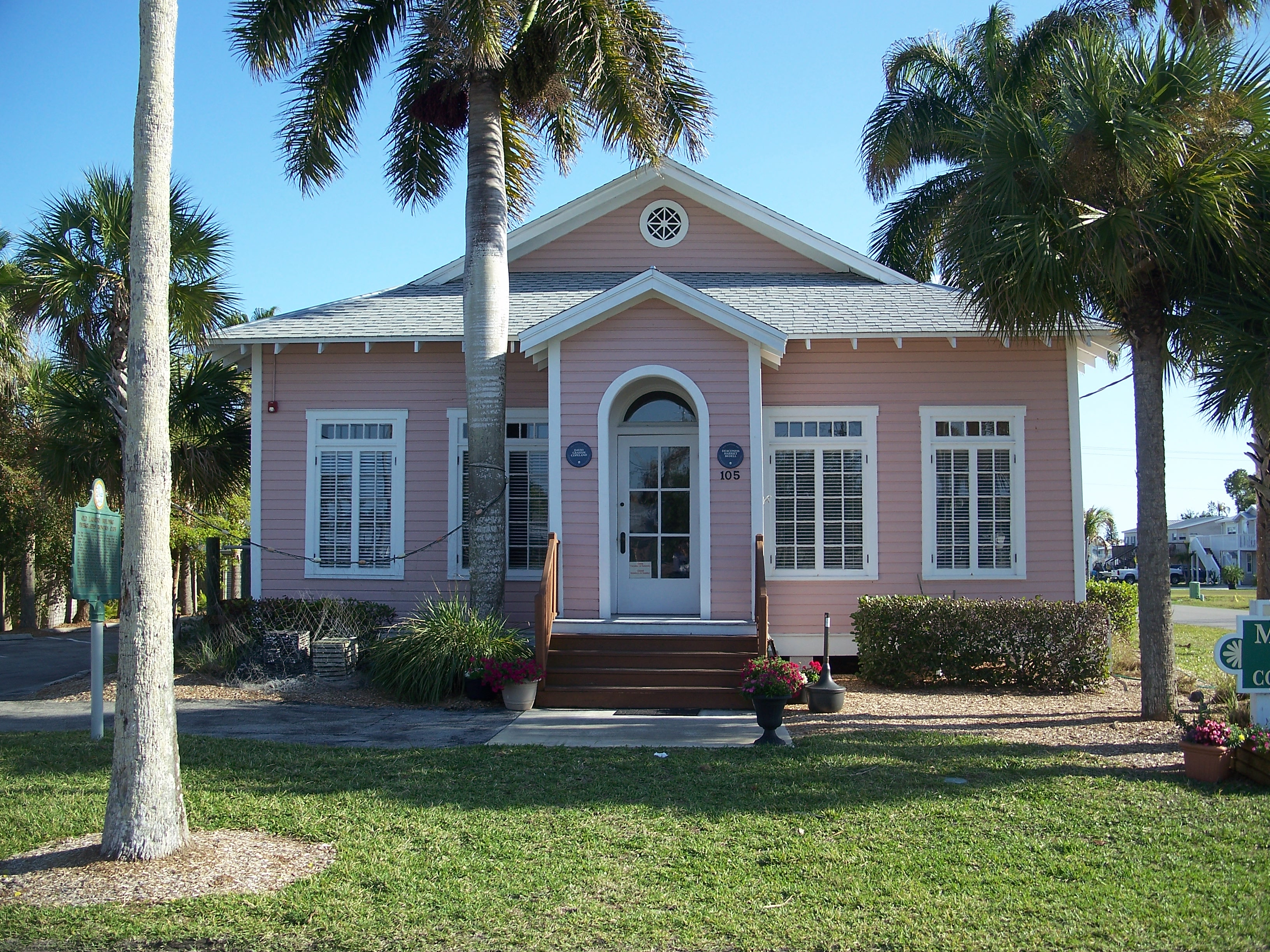
Будівля пральні (1928)
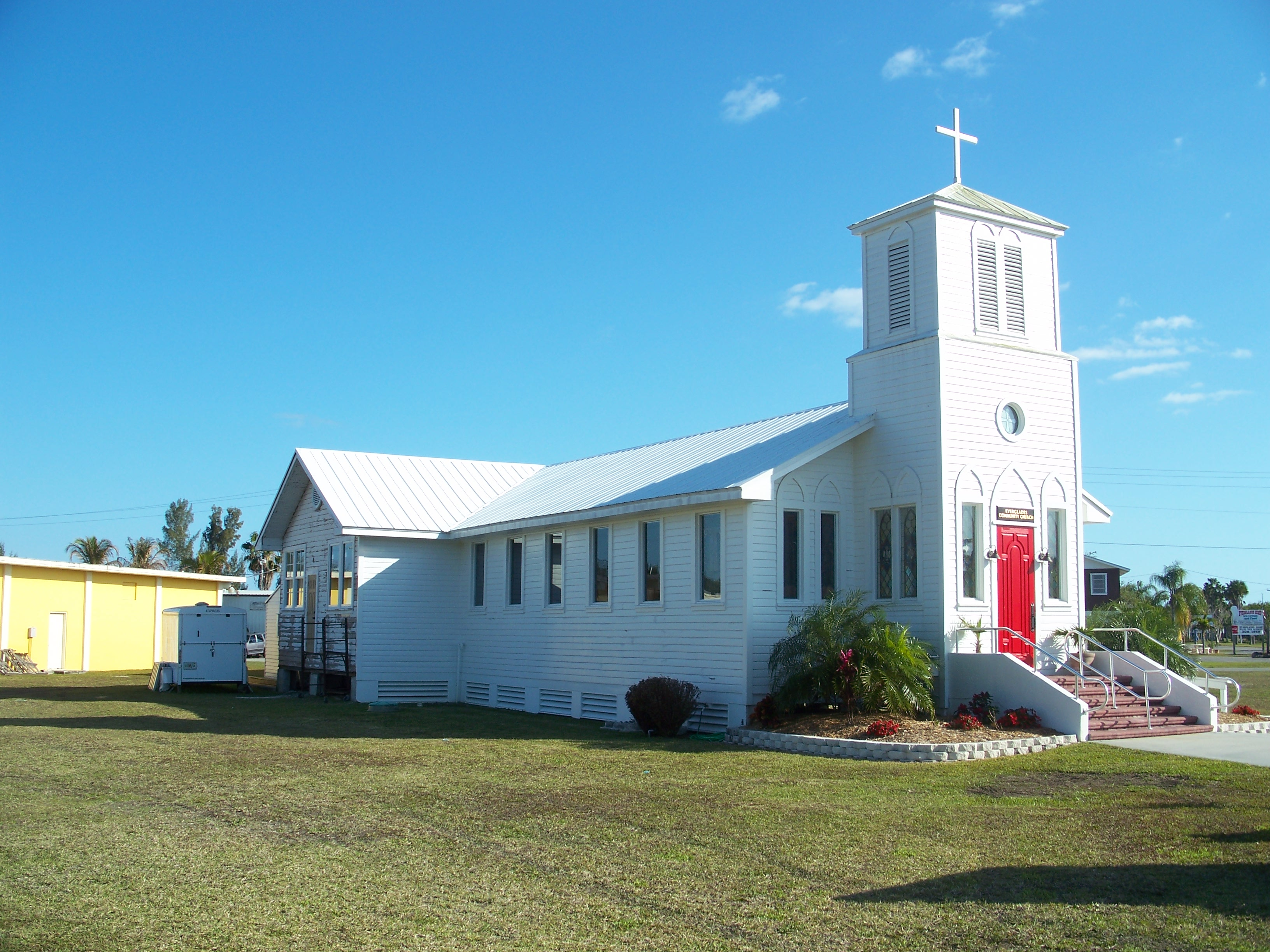
Церква